# Stanisław Żaryn (architekt)

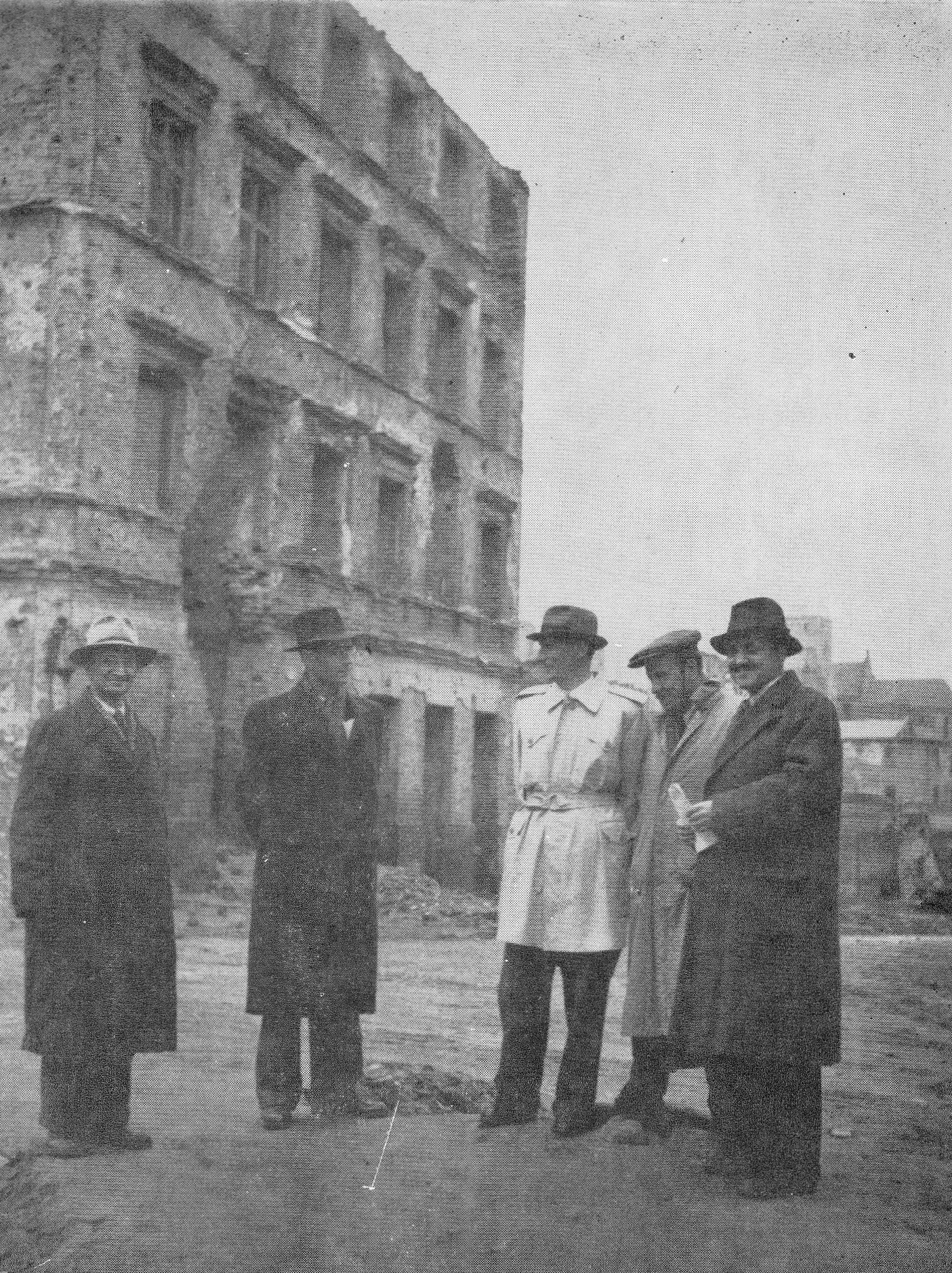
Stanisław Żaryn (pierwszy z lewej) i Bohdan Guerquin (pierwszy z prawej) z grupą historyków i architektów na Starym Mieście w Warszawie (1949)

Stanisław Żaryn, ps. Bej (ur. 5 października 1913 w Warszawie, zm. 15 lipca 1964 w Inowrocławiu) – polski architekt, urbanista, konserwator zabytków, dr inż., adiunkt Wydziału Architektury Politechniki Warszawskiej, współtwórca odbudowy Warszawy.

## Życiorys
Urodził się w rodzinie Franciszka (1882–1960), inżyniera, specjalisty budowy kotłów cukrowniczych, b. dyrektora fabryki Borman i Szwede w Poznaniu, i Janiny Eugenii z Michalskich (1885–1964). Miał starszą siostrę Stefanię po mężu Douglasową. Uczęszczał do Szkoły Ziemi Mazowieckiej przy ul. Klonowej 16. W młodości działał w harcerstwie, był członkiem 21 Drużyny Harcerskiej im. gen. Ignacego Prądzyńskiego. Politycznie sympatyzował z obozem narodowym. W 1932 na Wydziale Architektury Politechniki Warszawskiej podjął studia architektoniczne, których nie ukończył przed wybuchem II wojny światowej. W 1935/36 został wybrany prezesem Związku Słuchaczów Architektury. W latach 1936–1937 odbył służbę wojskową w podchorążówce artylerii konnej we Włodzimierzu Wołyńskim. W 1939 jako podporucznik rezerwy artylerii wziął udział w wojnie obronnej Polski w szeregach 1 Dywizjonu Artylerii Konnej. Brał udział w bitwie pod Chorzelami gdzie został ciężko ranny. Udało mu się uniknąć niewoli i w listopadzie 1939 powrócił do Warszawy. 
Podczas okupacji był żołnierzem Narodowej Organizacji Wojskowej, a następnie Armii Krajowej. Wraz z żoną, ukrywał żydowską rodzinę w Szeligach pod Warszawą. Walczył też w powstaniu warszawskim. 
W maju 1943 ukończył tajny Wydział Architektury Politechniki Warszawskiej i uzyskał dyplom architekta. W latach 1945–1964 był wykładowcą na Politechnice Warszawskiej. Od stycznia 1945 pracował w Wydziale Architektury Zabytkowej Biura Odbudowy Stolicy, a od 1948 jako inspektor Urzędu Konserwatorskiego m.st. Warszawy. W latach 1957–1959 był naczelnikiem Wydziału Architektury i Urbanistyki Zarządu Muzeów i Ochrony Zabytków. W 1951 organizator i kierownik Komisji Badań Dawnej Warszawy. Był autorem projektu rekonstrukcji zniszczonej w 1944 Kolumny Zygmunta III Wazy. Prowadził odbudowę ponad 40 zabytkowych kamienic, m.in. strony Dekerta przy Rynku Starego Miasta dla Archiwum i Muzeum Historycznego m.st. Warszawy (w tym także projekt wnętrz). Laureat Nagrody Państwowej II stopnia zespołowej za twórczą rekonstrukcję architektoniczną Rynku Starego Miasta w Warszawie (1953).
Publikował artykuły na temat historii architektury i konserwacji zabytków. Jest autorem książek Kamienica Warszawy XV i XVI wieku (1963), Trzynaście kamienic staromiejskich (Wydawnictwo Naukowe PWN, 1972). 
Chorował na serce, zasłabł na prowadzonym przez siebie obozie inwentaryzacyjnym studentów architektury w Pakości. Po paru dniach zmarł w szpitalu w Inowrocławiu. Pochowany w grobie rodzinnym na cmentarzu w Wiązownie.

## Ordery i odznaczenia
- Srebrny Krzyż Zasługi (11 lipca 1955)[12]
- Medal 10-lecia Polski Ludowej (19 stycznia 1955)[13]
- Państwowa Odznaka Sportowa (10 czerwca 1937)[2]
- Złota Odznaka honorowa „Za Zasługi dla Warszawy” (1962)[2]
- Medal „Sprawiedliwy wśród Narodów Świata”[5]

## Upamiętnienie
Jego imieniem nazwano ulicę na Wyględowie.
W 2022 roku owstał pierwszy dokumentalny film, poświęcony Stanisławowi Żarynowi, pod tytułem "Architekt Wolności" - wyreżyserowany przez Łukasza Różyckiego oraz Łukasza Woźniakowskiwgo.

## Życie prywatne
Z żoną Aleksandrą z Jankowskich (pobrali się w lipcu 1940) miał pięcioro dzieci: Marię po mężu Wojtowicz - architekta, Annę - lekarza, Szczepana (ur. 1947) - etnografa, dziennikarza, Joannę - filologa włoskiego, oraz Jana.